# أندري فلوريسكو
أندري فلوريسكو هو لاعب كرة قدم روماني في مركز الوسط، ولد في 30 مايو 2002 في بوخارست في رومانيا. لعب مع دينامو بوخارست.

## وصلات خارجية
- أندري فلوريسكو على موقع قاعدة بيانات كرة القدم.إي يو (الإنجليزية)
- أندري فلوريسكو على موقع Soccerway.com (الإنجليزية)